# The Pigeon Detectives
The Pigeon Detectives (letteralmente "gli investigatori piccione") è un gruppo musicale indie rock/post-punk inglese, originario di Leeds.

## Storia del gruppo
Il gruppo è composto da: Matt Bowman (voce), Oliver Main (chitarra), Ryan Wilson (chitarra), Dave Best (basso), Jimmi Naylor (batteria).
Oggetto di dibattito dei critici è il genere di appartenenza della band: secondo alcuni è un ibrido di Indie rock, punk rock e pop, anche se per il momento è definibile come post-punk.
Il loro primo album è Wait for Me, lanciato dai singoli I'm not sorry, Romantic type e I found out, i quali lo hanno reso noto ai media mondiali, tanto da essere inserito nella Top 100 inglese del 2007.
Il 26 maggio 2008 è uscito il loro secondo disco, intitolato Emergency e contenente 13 brani.
Il terzo album della band è stato registrato a Brooklyn nell'estate del 2010 ed è uscito il 4 aprile del 2011. Il primo singolo estratto dall'album è stato Done in secret. Alla pubblicazione dell'album sono seguiti un Tour inglese, uno irlandese ed uno europeo.
Il 29 aprile del 2013 è uscito il quarto album della rock band inglese, intitolato We met at sea.

## Formazione
- Matt Bowman - voce
- Oliver Main - chitarra
- Ryan Wilson - chitarra
- Dave Best - basso
- Jimmi Naylor - batteria

## Discografia
Album
- 2007 - Wait for Me
- 2008 - Emergency
- 2011 - Up, Guards and at 'Em!
- 2013 - We Met at Sea
- 2017 - Broken Glances